# يانيك فرانك
يانيك فرانك (بالهولندية: Yannick Franke) مواليد 21 مايو 1996 في هارلم، هو لاعب كرة سلة هولندي. بدأ مسيرته الاحترافية في سنة 2013. يبلغ طوله 6 قدم 5 بوصة (2.0 م). لعب مع بيسونس لويما ونادي زادار لكرة السلة في الدوري الكرواتي لكرة السلة الدرجة الأولى.

## الإنجازات
- الدوري الهولندي لكرة السلة: 2014–15

## روابط خارجية
- يانيك فرانك على موقع الاتحاد الدولي لكرة السلة (الإنجليزية)
- يانيك فرانك على موقع الدوري الإسباني لكرة السلة (الإسبانية)
- يانيك فرانك على موقع كرة السلة الأوروبية.كوم (الإنجليزية)
- يانيك فرانك على موقع ريلجم (الإنجليزية)
- يانيك فرانك على موقع بروبوليرز (الإنجليزية)
- يانيك فرانك على موقع سبورتس رفرنس (الإنجليزية)